# کانتون (تقسیمات کشوری)
کانتون (انگلیسی: Canton) نوعی تقسیمات کشوری در کشورها است. به‌طور کلی کانتون‌ها از نظر مساحت و جمعیت در مقایسه با دیگر تقسیمات اداری مانند شهرستان، بخش یا استان کوچکترند. در سطح بین‌المللی شناخته شده‌ترین و از نظر سیاسی مهمترین کانتون‌ها از آن سوئیس هستند. کانتون‌های سوئیس به عنوان اجزای تشکیل دهنده کنفدراسیون سوئیس از لحاظ تئوری (و تاریخی) در حکم دولت‌های نیمه مستقل هستند. این واژه مشتق از کلمه فرانسوی کانتون به معنی گوشه یا منطقه است.